# Кудрицька Антоніна Миколаївна
Кудрицька Антоніна Миколаївна (27 червня 1885, Петрашівка, сучасного Теплицького району) — 8 липня 1971, Будище, Звенигородський район) — українська журналістка, письменниця, фольклористка (псевдоніми А. Катранова, Пірникоза).

## Життєпис
В роботі була вчителькою, була завідувачкою клубу, завідувала бібліотекою, згодом дописувала як кореспондентка газети «Селянська правда». Працювала в Уманському краєзнавчому музеї.
Закінчила Київську єпархіальну жіночу школу та 1907 року Вищі жіночі педагогічні курси в Києві.
В житті письменницькому творила вірші, нариси, оповідання, фейлетони — публікувалися в газетах та журналах. Перше оповідання — «Витанцювались», було опубліковане в газеті «Рада» (1911).
Є авторкою збірки оповідань і нарисів «Дочка молотобойця» — про події що передували жовтню 1917 року та періоду громадянської війни і колективізації.
Збирала фольклор, із найкращих зібраних зразків її записів було включено у багатотомну серію «Українська народна творчість». Серед зібраного матеріалу — 580 пісень, 40 казок та байок, 20 оповідань і легенд, 40 анекдотів й гуморесок, 617 прислів'їв і приказок, 50 загадок, 20 замовлянь.
Записи Антоніни Кудрицької зберігаються в Інституті мистецтвознавства, фольклору та етнографії ім. М. Т. Рильського.
Фольклорні матеріали друкувалися у збірнику К. Стеценка «Колядки та щедрівки» (1909), в журналі «Сяйво» (1914), «Етнографічному віснику» (1927, 1930). Зразки народнопоетичної творчості, записані А. Кудрицькою, ввійшли до ряду книг багатотомної серії «Українська народна творчість».
Довший час перед Другою світовою війною жила і творила на Уманщині.
Літературознавчі дослідження по відкриттю її творів проводив Кириченко Федір Трифонович.
У 60—70 роках А. М. Кудрицька жила в будинку для літніх людей у с. Будище Звенигородського району.
8 липня 1971 року Антоніни Миколаївни Кудрицької не стало. Померла письменниця у с. Будище.